# Nagana

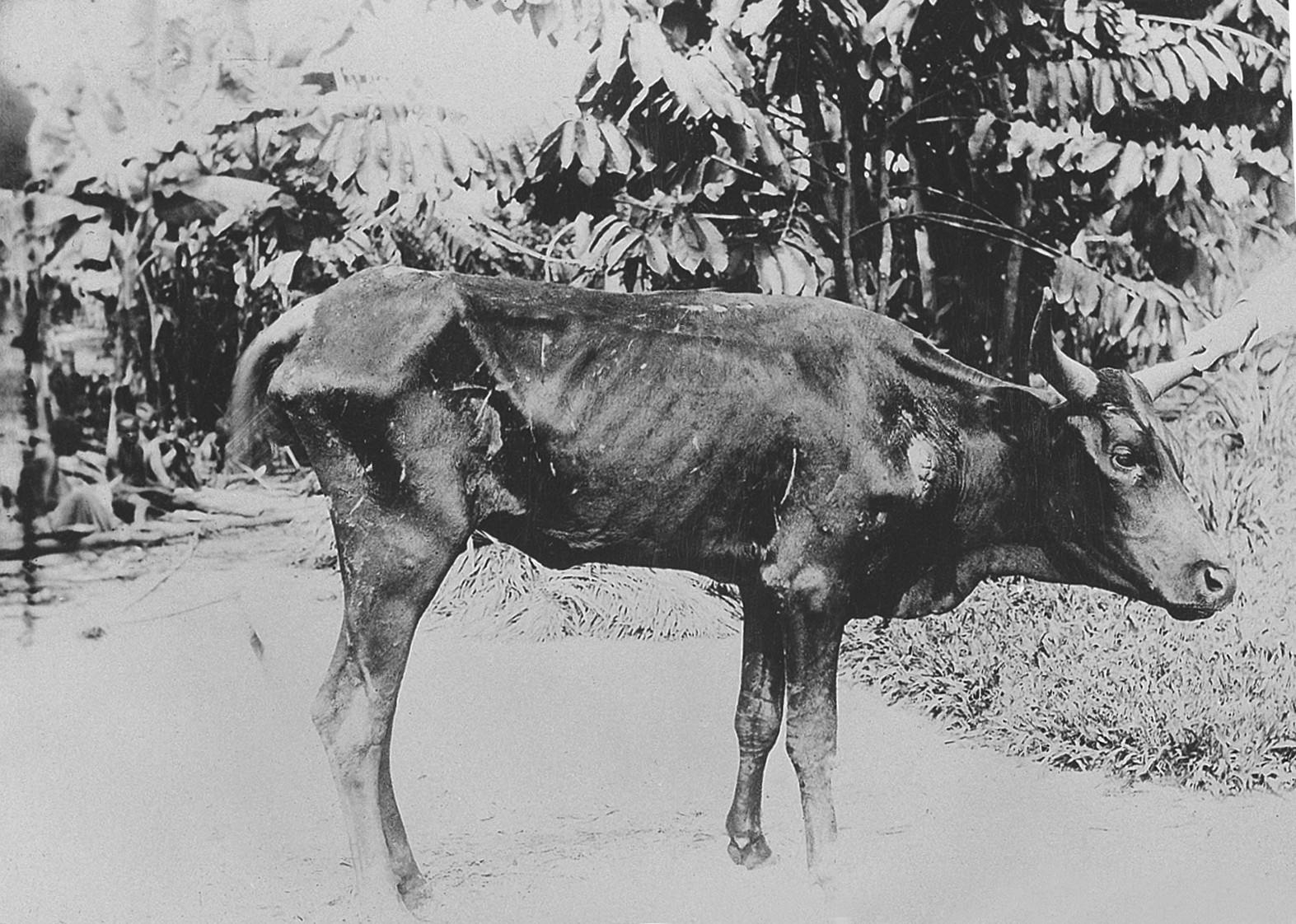
nakažený jedinec skotu

Nagana je druh tzv. spavé nemoci patřící mezi zvířecí trypanosomózy, napadající hlavně dobytek a koně (obecně se vyskytuje u obratlovců). Nemoc je přenášena mouchami tse-tse. Je způsobena různými druhy trypanosomy.

## Přenos
Nagana způsobují trypanosomy – Trypanosoma brucei brucei, Trypanosoma brucei rhodesiense, Trypanosoma congolense a Trypanosoma vivax ji způsobují u dobytka a Trypanosoma simiae u prasat. Trypanosomy způsobující nemoc nagana jsou blíže trypanosomě brucei než cruzi.
Vektorem je moucha tse-tse (Glossina), ale i jiný bodavý hmyz (např. ovádi). V přenašeči se trypanosoma vyvíjí od jednoho do několika týdnů. Když nakažená moucha štípne hostitele, parazit se přenáší jejími slinami. Nemoc může být přenášena i kontaminovanými nástroji, jako třeba chirurgickými nástroji, jehlami, injekčními stříkačkami.
Také se může stát, že se imunitní systém nezvládne s nemocí vypořádat úplně a ze zvířete se stane přenašeč. Nemoc může být znovu aktivována, když je zvíře vystresované. Také může dojít k transplacentálnímu přenosu (přenos z matky na plod během těhotenství.

## Příznaky
Zvířecí trypanosomózy se obecně projevují horečkou a letargií, vede k anémii, která může být smrtelná (pokud není léčena). Inkubační doba se různí od 4 dnů do 8 týdnů. Může se objevit řada dalších symptomů, jako například úbytek váhy, ochabnutí svalů, otoky, zduření uzlin atd. Části těla začnou být paralyzovány, nejprve napadá zadní končetiny. Slezina, lymfatické uzliny a játra se zvětšují, napadena je i mícha. Chovná zvířata se (pokud nejsou léčena) mohou stát neplodnými případně potratit. Většina zvířat zemře na anémii, selhání srdce nebo na "přidruženou" bakteriální chorobu, která je výsledkem oslabeného systému zvířete.
Nemoc není snadné diagnostikovat, jistotou je mikroskopické vyšetření krve a potvrzení přítomnosti trypanosom, nebo různými serologickými reakcemi. Může být léčena trypanocidními léčivy. Pokusy o vytvoření vakcíny jsou zatím neúspěšné.

## Výskyt
V Africe se trypanosomózy vyskytují ve 37 zemích. Asi 30 % dobytka v Africe je v rizikové zóně infekce. Pomocí insekticidů se snaží udržet výskyt mouchy tse-tse pod kontrolou, zároveň pravidelně preventivně léčí dobytek v rizikové zóně. Trypanosoma brucei gambiense se vyskytuje ve východní Africe (infekce trvá měsíce – roky a napadá centrální nervový systém). Trypanosoma brucei rhodesiense způsobuje akutní formu nemoci v západní Africe, napadá mozek do pár měsíců od nákazy.